# フランソワ・ベイル
フランソワ・ベイル（François Bayle, 1932年4月27日 - ）は、マダガスカル出身、フランスの電子音楽の作曲家。

## 来歴
1932年4月27日、マダガスカルのトアマシナに生まれる。父はフランスの植民地官吏。14歳までトアマシナで過ごす。1946年、フランス、ボルドーに移住し、文学と数学を専攻。1954年、パリに移住し、パリ国立高等音楽院にてオリヴィエ・メシアン、ピエール・シェフェールのクラスで学び、1960年、ダルムシュタットにてカールハインツ・シュトックハウゼンの元で作曲を学んだ。
1958年、シェフェールが創設したフランス音楽研究グループ(GRM)に参加。二年間研究生として同機関に所属した後、1966年、役職に就く。1975年に創設されたフランス国立視聴覚研究所(INA)に同グループが一部門として統合されてからは、グループの最高責任者として1997年まで所長の役に就いた。電子音楽業界におけるベイルの最も大きな技術的功績は、アクースモニウムの開発である。
1997年、フランス音楽研究グループを引退してからは、レーベルMagisonを設立し、主に自身の作品を出版している。また2001年以降は、フランス著作権協会(SACEM)の交響音楽部門の責任者を務めている。

## 作品
100以上の作品が存在するが、以下はその一部である。
- Trois Rêves d'oiseau
- L'Expérience Acoustique
- Tremblement de terre très doux
- Toupie dans le ciel
- Univers nerveux

- 1960 Points critiques (instrumental)
- 1962 Trois portraits d’un Oiseau-Qui-N’existe-Pas
- 1962 L'objet captif (instrumental)
- 1963 L'Archipel (quatuor à cordes)
- 1963 Pluriel, pour 19 instruments et haut-parleurs (in Concert Collectif du Grm)
- 1966 Lignes et points
- 1967 Espaces inhabitables
- 1969 Jeïta ou Murmure des eaux
- 1971 Trois Rêves d'oiseau
- 1969-72 L'Expérience Acoustique [suite comprenant: 1-L"Aventure du Cri/2-le langage des fleurs/3-La preuve par le sens/4-L'épreuve par le son/5-La philosophie du non]
- 1972 Purgatoire, d'après La Divine Comédie, de Dante
- 1973 Vibrations composées
- 1974 Grande polyphonie
- 1976 Camera oscura
- 1978 Tremblement de terre très doux
- 1979-80 Erosphère [suite comprenant: 1-La fin du bruit/2-Tremblement de terre très doux/3-Toupie dans le ciel]
- 1982 Les Couleurs de la nuit
- 1980-83 Son Vitesse-Lumière [suite comprenant: 1-Grandeur nature/2-Paysage, personnage, nuage/3-Voyage au centre de la tête/4-Le sommeil d'Euclide/5-Lumière ralentie]
- 1984 Aéroformes
- 1985 Motion-Emotion
- 1987-88 Théâtre d'Ombres
- 1989 Mimaméta
- 1991 Fabulae [suite comprenant: 1-Fabula/2-Onoma/3-Nota/4-Sonora]
- 1994-95 La main vide [suite comprenant: 1-Bâton de pluie/2-La fleur future/3-Inventions]
- 1996 Morceaux de ciels
- 1999 Jeîta-retour
- 1999 Arc (pour Gérard Grisey)
- 2000-01 La forme du temps est un cercle [suite comprenant: 1-Concrescence/2-Si loin, si proche/3-Tempi/4-Allures/5-Cercles]
- 2002-04 La forme de l'esprit est un papillon [suite comprenant: 1-Ombrages et trouées/2-Couleurs inventées]
- 2005 Univers nerveux
- 2008-09 L'Oreille étonnée
- 2010 Rien n'est réel [suite comprenant: 1-Sensations/2-Perceptions]
- 2011 Deviner-devenir

## ディスコグラフィー
- 18のCDが自身のレーベル、Magisonより出版されている。

## 書籍
- Musique acousmatique : propositions... positions (Buchet/Chastel, Paris, 1993)
- Parcours d'un compositeur (M.Chion/Musiques et recherches, Bruxelles, 1994)
- L'image de son, technique de mon écoute / Klangbilder (Imke Misch-Ch. v. Blumröder/Lit Verlag, Münster, 2003)
- François Bayle, portrait polychrome (M. de Maule/Ina, Paris, 2004)

## 受賞歴
- 1978年 フランス音楽著作権協会作曲家グランプリ Grand Prix des compositeurs, SACEM
- 1981年 フランス・ディスク、グランプリ Grand Prix National du disque
- 1989年 アルス・エレクトロニカ賞 Prix Ars Electronica, Linz
- 1996年 パリ市音楽賞グランプリ Grand Prix de la Musique de la Ville de Paris
- 1997年 Hommage du CIME de Sao Paulo
- 1999年 アカデミー・シャルル・クロ、共和国大統領賞 Grand Prix Charles Cros du Président de la République
- 2006年 ケルン大学名誉博士 Nommé Doctor honoris causa par l'Université de Cologne

## 言葉
「進展(processus)と強制(pression)、記憶(mémoire)と印象(impression)、瞬時によぎる感動(émotion)、聴覚のこのポイントを引き伸ばし、不可解な物質の流動・砂時計を見る「目」、それが時間である。(中略) 時間は流れ、過ぎ去る。常に時間の知覚の中にあるもの、ある基準のまとまりから知覚されるもの、時間の経過のある点に存在するもの、耳を傾ければ、そうしたものに形を与えることができる。時間の持つ様々な幅、ときには混ざり合ったものや、まとまった単位の音や音の粒子から成るもの、例えば、密集した拍動、音声の破片、衝撃音、水などの持続音、舞曲のリズム、近くの、また遠くの鐘の音、きらめきの終わりまでの音、周期性を持った風のそよめき、こうしたものに応じて耳を傾け適切に反応する訓練と研究、これが要するに私のテーマであると言える。時間はその容態において、5つのパッサージュである。」（フランソワ・ベイル）
「1948年、ピエール・シェフェールがミュジーク・コンクレートを創案したことで、コンサートという慣習は劇的に変化した。演奏者の排除である。初めはレコード、そして磁気テープ、現在では情報記憶媒体に音楽が固定されたことから、高音質のオーディオセットがあれば、聴く場所が自宅であっても構わないと考えられるようになった。フランソワ・ベイル (1932年生まれ、シェフェールの後を継ぎ1967年から1997年までGRMを率いた)は、こうした思惑を外してくれる。演奏会場で聴いてこそ意味を成す音楽を生み出しているのだ。」(ピエール・ジェルヴァゾーニ、ル・モンド紙 2002年）